# Aleksandr Alumona
Alekszandr Szilvesztrovics Alumona (cirill betűkkel: Алумона Александр Сильвестрович) (Moszkva, 1983. december 18. –) orosz labdarúgó, jelenleg az FK Zvezda Szerpuhov játékosa.

## Pályafutása
Alumonát 2003-ban szerződtette a Vác FC, azonban a klub színeiben bajnoki mérkőzésen nem mutatkozott be. 2004 és 2007 között a Fehérvár játékosa volt, amellyel magyar kupát nyert. Alumona megfordult azóta még több orosz, kazah és fehérorosz csapatban is. 2015-ben a fehérorosz labdarúgó-bajnokság gólkirálya lett. Kétszeres fehérorosz bajnok.

## Sikerei, díjai
- Fehérvár FC
  - Magyar kupa: 2006
- FK BATE Bariszav
  - Fehérorosz bajnokság: 2009, 2010
  - Fehérorosz kupa: 2010
  - Fehérorosz szuperkupa: 2010
- FC Isloch Minsk Raion
  - Fehérorosz másodosztályú bajnokság gólkirály: 2015